# Antonio Carluccio

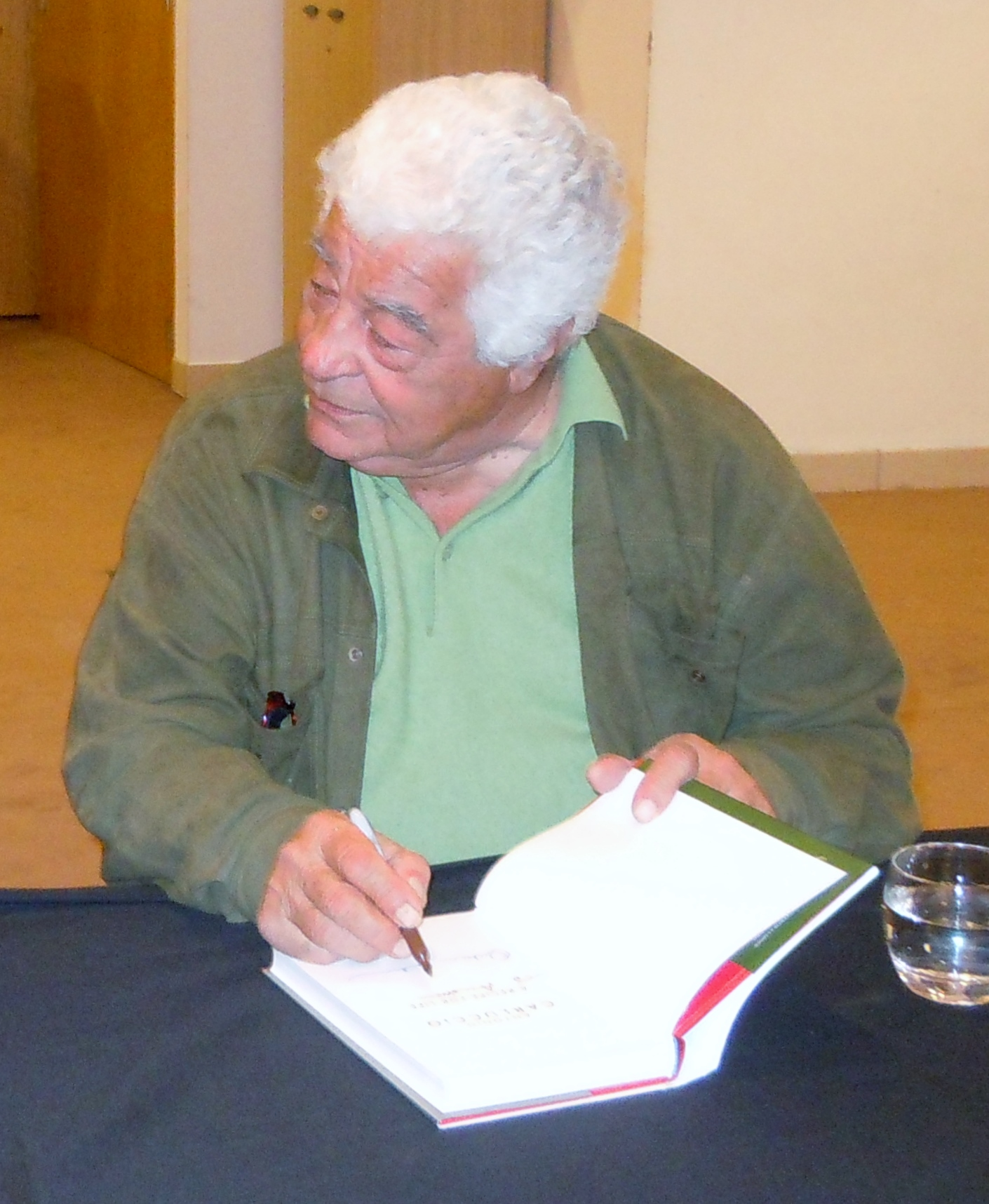
Antonio Carluccio (2013)

Antonio Carluccio, OBE, (* 19. April 1937 in Vietri sul Mare, Salerno; † 8. November 2017) war ein in London ansässiger italienischer Koch und Autor.

## Leben
Antonio Carluccio wurde in Süditalien geboren und zog mit seinen Eltern in jungen Jahren nach Borgofranco d'Ivrea im Piemont, wo sein Vater Stationsvorsteher war. Mit 21 Jahren studierte er Sprachen in Wien und lebte anschließend von 1962 bis 1975 in Berlin und Hamburg. 1975 zog er als Importeur italienischer Weine nach England, wo er 1981 Manager von Terence Conrans Neal Street Restaurant in Covent Garden wurde. In den frühen 1980er Jahren trat er zum ersten Mal im Zusammenhang mit der mediterranen Küche im Fernsehen auf.
1989 erwarb er das Neal Street Restaurant, das für seine hervorragende, authentische italienische Küche berühmt wurde. Er war einer der Ersten, der konsequent die regionale italienische Küche in London einführte und sein Konzept des im Restaurant integrierten Delikatessenladens ist heute noch etwas Besonderes. Seit 30 Jahren setzte sich Antonio Carluccio mit inzwischen 24 Kochbüchern, die in 18 Sprachen übersetzt wurden, und über Fernsehauftritte und eigene Fernsehreihen im BBC für die mediterrane Küche ein.
Mit seiner Frau Priscilla, der jüngeren Schwester von Terence Conran eröffnete er 1999 das erste ‘Carluccio's Caffè’ in London. Inzwischen ist das Konzept auf über 100 Restaurants gewachsen.
2010 wurde Carluccio’s Caffe von der Landmark Gruppe erworben. Antonio Carluccio war weiterhin in der Firmenberatung als Consultant tätig. Der größte Teil der Restaurants befindet sich in Großbritannien, einige weitere in Irland. Franchise-Restaurants eröffneten in Istanbul, Dubai und Abu Dhabi. 2015 öffnete das erste Carluccio’s Café in Washington DC.

## Ehrungen und Auszeichnungen
Antonio Carluccio wurde 1998 mit dem Verdienstorden der Italienischen Republik für seine Leistungen in der italienischen Lebensmittelindustrie ausgezeichnet, 2007 in den britischen Ritterorden Order of the British Empire aufgenommen und 2012 wurde ihm der AA Lifetime Achievement Award verliehen.